# (1778) Alfvén
(1778) Alfvén – planetoida z pasa głównego planetoid okrążająca Słońce w ciągu 5 lat i 223 dni w średniej odległości 3,16 au. Została odkryta 26 września 1960 roku w Obserwatorium Palomar w programie Palomar-Leiden-Survey. Nazwa planetoidy pochodzi od Hannesa Alfvéna (1908-1995), szwedzkiego astrofizyka, laureata nagrody Nobla. Przed jej nadaniem planetoida nosiła oznaczenie tymczasowe (1778) 4506 PL.